# Ousman Miangoto
Ousman Miangoto, född 15 oktober 1954, är en friidrottare från Tchad. Han deltog vid olympiska sommarspelen 1984.